# نامه اول به تیموتاوس
تیموتائوس، ایمانداری جوان بود از مردمان آسیای صغیر. مادرش یهودی بود و پدرش یونانی. او همکار و دوست پولُس در سفرهای بشارتی او بود. پولُس وی را به نظارت بر کلیساهایی از جمله کلیسای اِفِسُس گماشته بود. چون امکان سرکشی سریع پولُس به این کلیسا وجود نداشت (۳:۱۴ و ۱۵)، این نامه را برای تیموتائوس نوشت تا: او را در خدمتش تشویق کند (۱:۳ و ۱۸)، تعالیم نادرست را اصلاح نماید (۱:۳-۷؛ ۴:۱-۸؛ ۶:۳-۵ و ۲۰-۲۱) و دربارهٔ برخی امور مربوط به ادارهٔ کلیسا همچون عبادت کلیسایی (۲:۱-۱۵) و انتصاب رهبران واجد شرایط (۳:۱-۳؛ ۵:۱۷-۲۵) رهنمودهایی بدهد.

## تقسیم‌بندی کلّی
۱ - مقدمه (۱:۱-۲)
۲ - تعالیمی پیرامون کلیسا و رهبرانش (۱:۳ تا ۳:۱۶)
۳ - رهنمودهایی به تیموتائوس در خصوص کار و خدمتش (۴:۱ تا ۶:۲۱)